# ميس نسلي
ميس نسلي (الاسم العلمي:Celtis toka) هو نوع من النباتات يتبع جنس الميس من الفصيلة القنبية.